# Sakuya konohana kan
Le Sakuya konohana kan (咲くやこの花館) est un jardin botanique situé dans l'une des plus grandes serres du monde, au milieu du parc Tsurumi ryokuchi, dans l'arrondissement de Tsurumi-ku, à Osaka, au Japon. Il est ouvert tous les jours sauf le lundi ; un droit d'entrée est perçu.
Les jardins ont été construits entre 1987 et 1989 et contiennent actuellement environ 15 000 plantes, représentant 2 600 espèces de différentes zones climatiques. La surface totale est de près de 6 900 m2, avec une hauteur maximale de 30 mètres.

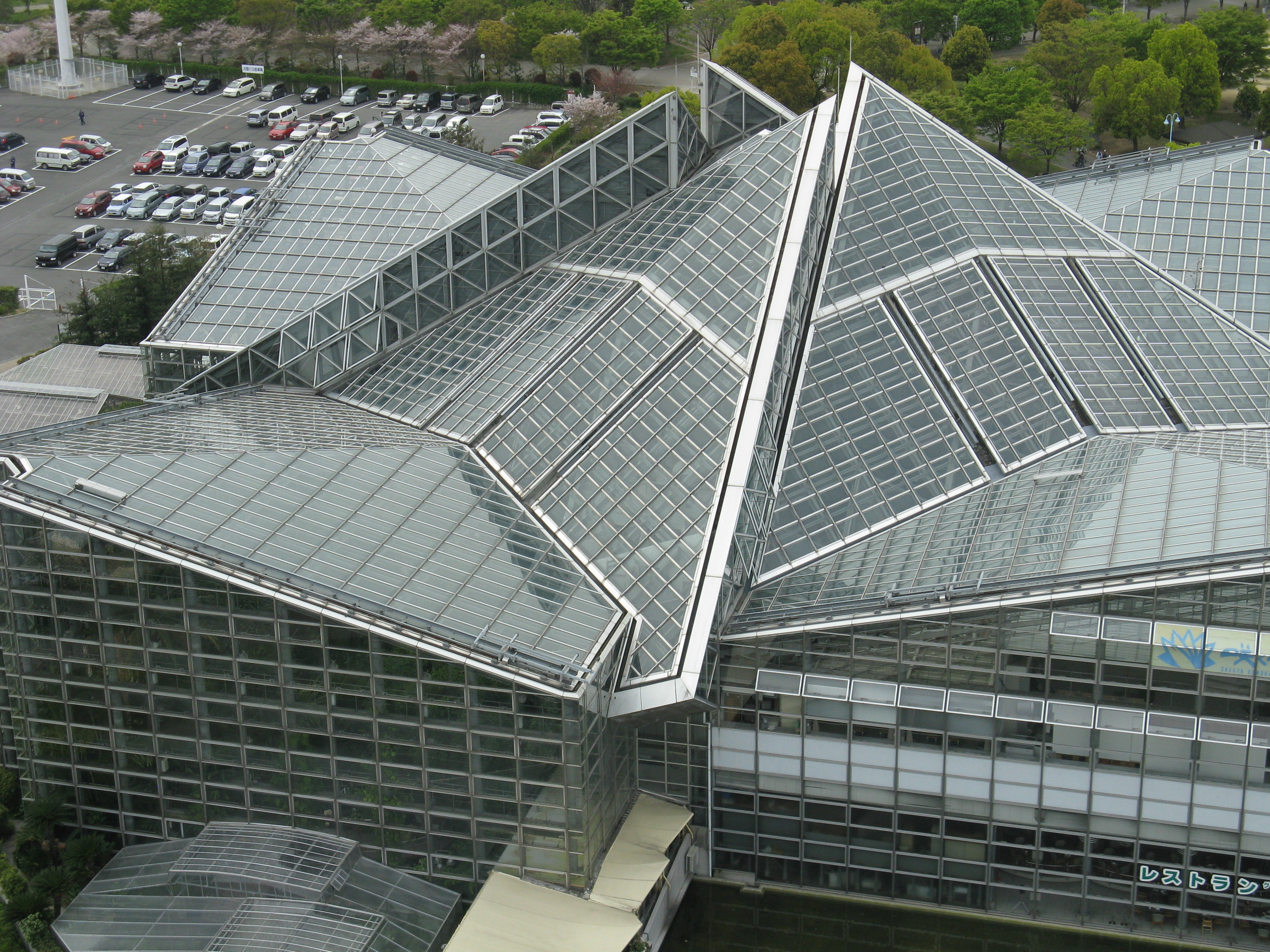
Vue aérienne des serres.

Le nom de la serre est tiré de l'expression Konohana sakuya (咲くやこの花), le début d'un poème du Kokin wakashū, une anthologie éditée en 905 sur ordre de l'empereur Daigo. Elle signifie : « Il est maintenant temps pour les fleurs de s'épanouir à Osaka. »